# Neopetrobia batiashvilii
Neopetrobia batiashvilii är en spindeldjursart som beskrevs av Strunkova 1969. Neopetrobia batiashvilii ingår i släktet Neopetrobia och familjen Tetranychidae. Inga underarter finns listade i Catalogue of Life.